# Filogeneza
Filogeneza (gr. φυλη – gatunek, ród i γενεσις – pochodzenie) – droga rozwoju rodowego, pochodzenie i zmiany ewolucyjne grupy organizmów, zwykle gatunków. Termin wprowadzony w 1866 roku przez Ernsta Haeckla w Generelle Morphologie der Organismen. Zmienił jednak swoje znaczenie – Haeckel opisał filogenezę jako historię rozwoju paleontologicznego gatunków.
Jednym z zadań systematyki jest ustalenie relacji pokrewieństwa pomiędzy znanymi organizmami, zarówno współczesnymi jak i wymarłymi, czyli ich filogenezy. Dział biologii zajmujący się badaniem filogenezy organizmów to filogenetyka. Informacje na temat przebiegu filogenezy na Ziemi są zawarte zarówno w zapisie kopalnym dawno wymarłych gatunków, jak i w budowie obecnie żyjących organizmów. Ponieważ wiele cech i osiągnięć ewolucyjnych jest niezmienna u wielu grup istot żywych, umożliwia to określenie, które z tych cech są pierwotne; na tej podstawie określa się stopień pokrewieństwa. Prawidłowość ta, którą zauważył już Ernst Haeckel, stała się podstawą do sformułowania prawa o rekapitulacji filogenezy w ontogenezie (rozwoju osobniczym). Oznacza to, że rozwój pojedynczego osobnika odtwarza niejako jego drogę ewolucyjną, co jest widoczne np. w porównaniu rozwoju zarodków różnych strunowców, gdzie początkowe stadia są do siebie bardzo podobne. Dziś dodatkowym źródłem wiedzy na temat pokrewieństwa organizmów stała się genetyka, a szczegółowe badania genetyczne doprowadziły w ostatnich latach do wielu rewizji w dotychczasowych podziałach systematycznych i filogenetycznych.